# Ivana Dell' Era
Ivana Dell' Era (4. kolovoza 1986.) je argentinska hokejašica na travi. Igra u obrambenom redu.
Svojim igrama je stekla mjesto u argentinskoj izabranoj vrsti.
Po stanju od 3. studenoga 2009., igra za klub River Plate.

## Sudjelovanja na velikim natjecanjima
- 2009.: Panamerički kup u Hamiltonu, zlato